# 沙倫·馬爾蒂斯
沙倫·馬爾蒂斯（英語：Shairon Martis，1987年3月30日—），是荷屬庫拉索島出生的棒球運動員之一，曾效力於美國職棒華盛頓國民隊、明尼蘇達雙城隊，及中華職棒統一獅隊，守備位置為投手，中文登錄名為「馬帝斯」。

## 經歷
- 美國職棒舊金山巨人隊（小聯盟，2005年～2006年）
- 美國職棒華盛頓國民隊（小聯盟～大聯盟，2006年～2011年）
- 委內瑞拉聯盟Navegantes del Magallanes（2010年11月～12月）
- 委內瑞拉聯盟Tiburones de La Guaira（2011年10月～12月）
- 美國職棒匹茲堡海盜隊（小聯盟，2012年）
- 美國職棒明尼蘇達雙城隊（小聯盟～大聯盟，2012年～2013年）
- 委內瑞拉聯盟Tiburones de La Guaira（2012年11月～12月．2013年12月）
- 中華職棒統一7-ELEVEn獅隊（2014年）
- 美國職棒獨立聯盟Bridgeport Bluefish（2015年5月）
- 美國職棒獨立聯盟Lincoln Saltdogs（2015年6月～2016年）
- 委內瑞拉聯盟Aguilas del Zulia（2016年10月～12月）
- 美國職棒巴爾的摩金鶯隊（小聯盟，2017年）
- 美國職棒獨立聯盟Lincoln Saltdogs（2017年7月～）
- 委內瑞拉聯盟Aguilas del Zulia（2017年11月）

## 職棒生涯成績

### 美國職棒
| 年度 | 球隊         | 勝場 | 敗場 | 防禦率 | 場次 | 先發 | 完投 | 完封 | 中繼 | 救援 | 局數  | 被安打 | 被全壘打 | 四壞 | 三振 | WHIP |
| ---- | ------------ | ---- | ---- | ------ | ---- | ---- | ---- | ---- | ---- | ---- | ----- | ------ | -------- | ---- | ---- | ---- |
| 2008 | 華盛頓國民   | 1    | 3    | 5.66   | 5    | 4    | 0    | 0    | 0    | 0    | 20.2  | 18     | 5        | 12   | 23   | 1.45 |
| 2009 | 華盛頓國民   | 5    | 3    | 5.25   | 15   | 15   | 1    | 0    | 0    | 0    | 85.2  | 83     | 11       | 39   | 34   | 1.42 |
| 2013 | 明尼蘇達雙城 | 0    | 1    | 5.59   | 6    | 0    | 0    | 0    | 0    | 0    | 9.2   | 6      | 3        | 4    | 7    | 1.03 |
| 合計 | 3年          | 6    | 7    | 5.35   | 26   | 19   | 1    | 0    | 0    | 0    | 116.0 | 107    | 19       | 55   | 64   | 1.40 |

### 中華職棒
| 年度   | 球隊           | 出賽 | 先發 | 勝投 | 敗投 | 中繼 | 救援 | 完投 | 完封 | 四死 | 三振 | 責失 | 投球局數 | 防禦率 |
| ------ | -------------- | ---- | ---- | ---- | ---- | ---- | ---- | ---- | ---- | ---- | ---- | ---- | -------- | ------ |
| 2014年 | 統一7-ELEVEn獅 | 28   | 23   | 8    | 7    | 2    | 0    | 0    | 0    | 44   | 67   | 53   | 151.2    | 3.15   |
| 合計   | 1年            | 28   | 23   | 8    | 7    | 2    | 0    | 0    | 0    | 44   | 67   | 53   | 151.2    | 3.15   |

## 特殊事蹟
- 2006年在第一屆世界棒球經典賽先發對巴拿馬，完投七局投球僅一次四壞保送達成無安打比賽，該場比賽荷蘭也以10:0提前結束比賽。
- 2008年9月23日對戰佛羅里達馬林魚獲得登上大聯盟後的首勝。[1]
- 2014年3月27日初登板對戰Lamigo桃猿獲得中職首勝。[2]

## 外部連結
- 沙倫·馬爾蒂斯在台灣棒球維基館上的頁面（繁體中文）
- 沙倫·馬爾蒂斯在美國職棒官網（英语）
- 沙倫·馬爾蒂斯在中華職棒官網
- 沙倫·馬爾蒂斯在Baseball-Reference.com（大聯盟）（英语）
- 沙倫·馬爾蒂斯在Baseball-Reference.com（小聯盟以及海外聯盟）（英语）
- 沙倫·馬爾蒂斯在ESPN（MLB）（英语）
- 沙倫·馬爾蒂斯在FanGraphs.com（英语）
- 沙倫·馬爾蒂斯在Retrosheet（英语）
- 沙倫·馬爾蒂斯在The Baseball Cube（英语）
- 沙倫·馬爾蒂斯在Olympedia（英语）